# Glestaggig toppkaktus
Glestaggig toppkaktus (Matucana intertexta) är en suckulent växt inom toppkaktussläktet och familjen kaktusväxter. Arten beskrevs av Friedrich Ritter 1963.